# 道の駅伊豆月ケ瀬
道の駅伊豆月ケ瀬（みちのえき いずつきがせ）は、静岡県伊豆市にある国道414号の道の駅である。

## 概要
伊豆縦貫自動車道月ケ瀬ICに隣接して建てられており、月ケ瀬IC出口からアクセス路が設けられている他、月ケ瀬IC入口への自転車などの誤進入車両の退出路を兼ねて国道136号下船原バイパス側にもアクセス路が設けられている。

## 施設
- 駐車場 59台
- トイレ 19器
- 物販スペース
- 加工所
- カフェカウンター
- レストラン
- 情報・サイクルステーション
- 多目的スペース
- 防災倉庫
- 公園
- 広場

## 周辺
- E70 伊豆縦貫自動車道（天城北道路）月ケ瀬IC
- 国道136号